# Volcán La Luna
Volcán La Luna är en vulkan i Mexiko.   Den ligger i delstaten Sonora, i den nordvästra delen av landet, 2 000 km nordväst om huvudstaden Mexico City. Toppen på Volcán La Luna är 86 meter över havet.
Terrängen runt Volcán La Luna är huvudsakligen platt, men österut är den kuperad. Runt Volcán La Luna är det mycket glesbefolkat, med 4 invånare per kvadratkilometer. Omgivningarna runt Volcán La Luna är i huvudsak ett öppet busklandskap.